# Saeed Al-Rubaie
Saeed Al-Rubaie (Naŷrán, 4 de junio de 1994) es un futbolista saudita que juega en la demarcación de defensa para el Al-Okhdood Club de la Liga Profesional Saudí.

## Selección nacional
El 28 de febrero de 2018 hizo su debut con la selección de Arabia Saudita en un partido amistoso contra Irak que finalizó con un resultado de 4-1 a favor del combinado iraquí tras el gol de Hassan Muath para el combinado saudita, y un gol de Emad Mohsin, un doblete de Mohanad Ali y un autogol del propio Al-Rubaie para Irak.

## Clubes
| Club                   | País           | Año       | Partidos | Goles |
| ---------------------- | -------------- | --------- | -------- | ----- |
| Al-Ettifaq FC (cedido) | Arabia Saudita | 2015-2016 | 23       | 2     |
| Al-Ahli Saudi FC       | Arabia Saudita | 2016-2017 | 6        | 0     |
| Al Faisaly FC (cedido) | Arabia Saudita | 2017-2018 | 20       | 1     |
| Al-Ettifaq FC          | Arabia Saudita | 2018-2022 | 84       | 8     |
| Al-Shabab Club         | Arabia Saudita | 2022-2023 | 12       | 1     |
| Al-Okhdood Club        | Arabia Saudita | 2023-     | 53       | 4     |